# Jean Guillaume Guillerault-Bacoin
Jean Guillaume Guillerault-Bacoin est un homme politique français né le 23 décembre 1751 à Pouilly-sur-Loire (Nièvre) et mort le 25 août 1819 à Pouilly-sur-Loire.

## Biographie
Procureur et notaire à Pouilly-sur-Loire avant la Révolution, il est procureur-syndic du district de la Charité-sur-Loire en 1791, puis député de la Nièvre de 1792 à 1797. Siégeant dans la Plaine, il vote la mort de Louis XVI. Il devient administrateur du département de la Nièvre en 1797, après avoir quitté le conseil des Cinq-Cents. Il est juge au tribunal d'appel de Bourges en 1800, puis conseiller à la cour impériale de Bourges en 1811.

## Sources
- « Jean Guillaume Guillerault-Bacoin », dans Adolphe Robert et Gaston Cougny, Dictionnaire des parlementaires français, Edgar Bourloton, 1889-1891 [détail de l’édition]
- Fiche sur Assemblée nationale